# Sandra Wasserman
Pour les articles homonymes, voir Wasserman.
Sandra Wasserman (née le 10 mars 1970) est une joueuse de tennis belge, professionnelle du milieu des années 1980 à 1994.
Elle a joué cinq fois le 3e tour dans les épreuves du Grand Chelem :
- à Roland-Garros en 1987 (par Manuela Maleeva) et 1992 (par Nathalie Tauziat), issue des qualifications à ces deux occasions ;
- à l'US Open en 1988 (par Katerina Maleeva) et 1989 (par Arantxa Sánchez Vicario) ;
- à l'Open d'Australie en 1990 (battue par Dinky Van Rensburg).

Pendant sa carrière, Sandra Wasserman a remporté un titre WTA en double dames.

## Palmarès

### Titre en simple dames
Aucun

### Finales en simple dames
| No | Date       | Nom et lieu du tournoi          | Catégorie | Dotation | Surface      | Vainqueure     | Score |          |          |
| -- | ---------- | ------------------------------- | --------- | -------- | ------------ | -------------- | ----- | -------- | -------- |
| 1  | 28-09-1987 | [[\|First Clarins Open]], Paris |           | 50 000 $ | Terre (ext.) | Sabrina Goleš  | NC    | 7-5, 6-1 | Parcours |
| 2  | 19-09-1988 | [[\|Clarins Open]], Paris       | Tier V    | 50 000 $ | Terre (ext.) | Petra Langrová | NC    | 7-6, 6-2 | Parcours |

### Titre en double dames
| No | Date       | Nom et lieu du tournoi                         | Catégorie | Dotation | Surface      | Partenaire   | Finalistes                          | Score         |          |
| -- | ---------- | ---------------------------------------------- | --------- | -------- | ------------ | ------------ | ----------------------------------- | ------------- | -------- |
| 1  | 25-04-1988 | International Championships of Spain Barcelone | Tier V    | 50 000 $ | Terre (ext.) | Iva Budařová | Anna-Karin Olsson María José Llorca | 1-6, 6-3, 6-2 | Parcours |

### Finale en double dames
Aucune

## Parcours en Grand Chelem

### En simple dames
| Année | Open d'Australie | Open d'Australie   | Internationaux de France | Internationaux de France | Wimbledon       | Wimbledon        | US Open         | US Open          |
| ----- | ---------------- | ------------------ | ------------------------ | ------------------------ | --------------- | ---------------- | --------------- | ---------------- |
| 1987  | -                | -                  | 3e tour (1/16)           | Manuela Maleeva          | -               | -                | -               | -                |
| 1988  | 2e tour (1/32)   | Patty Fendick      | 1er tour (1/64)          | Brenda Schultz           | 1er tour (1/64) | Christina Singer | 3e tour (1/16)  | Katerina Maleeva |
| 1989  | 2e tour (1/32)   | Zina Garrison      | 2e tour (1/32)           | Manuela Maleeva          | -               | -                | 3e tour (1/16)  | Arantxa Sánchez  |
| 1990  | 3e tour (1/16)   | Dinky Van Rensburg | 1er tour (1/64)          | Maria Strandlund         | 1er tour (1/64) | Judith Wiesner   | 2e tour (1/32)  | Raffaella Reggi  |
| 1991  | 1er tour (1/64)  | Andrea Strnadová   | -                        | -                        | -               | -                | -               | -                |
| 1992  | -                | -                  | 3e tour (1/16)           | Nathalie Tauziat         | -               | -                | -               | -                |
| 1993  | 2e tour (1/32)   | Manuela Maleeva    | 2e tour (1/32)           | Laura Arraya             | 2e tour (1/32)  | Patty Fendick    | 1er tour (1/64) | Sandra Cecchini  |
| 1994  | 1er tour (1/64)  | Elena Makarova     | -                        | -                        | -               | -                | -               | -                |

À droite du résultat, l’ultime adversaire.

### En double dames
| Année | Open d'Australie            | Open d'Australie           | Internationaux de France     | Internationaux de France    | Wimbledon                  | Wimbledon             | US Open                     | US Open               |
| ----- | --------------------------- | -------------------------- | ---------------------------- | --------------------------- | -------------------------- | --------------------- | --------------------------- | --------------------- |
| 1988  | 2e tour (1/16) Heidi Sprung | J. Goodling Wendy Wood     | 1er tour (1/32) Ann Devries  | Elise Burgin H. Mandlíková  | 2e tour (1/16) Ann Devries | Jo Durie Sharon Walsh | 2e tour (1/16) Iva Budařová | Terry Phelps R. Reggi |
| 1989  | 2e tour (1/16) Julie Halard | Terry Phelps R. Reggi      | 2e tour (1/16) Julie Halard  | Katrina Adams Zina Garrison | -                          | -                     | -                           | -                     |
| 1990  | 1er tour (1/32) Ann Devries | N. Medvedeva Leila Meskhi  | 1er tour (1/32) Iva Budařová | N. Medvedeva Leila Meskhi   | -                          | -                     | -                           | -                     |
| 1991  | 3e tour (1/8) C. Caverzasio | Hetherington Kathy Rinaldi | 1er tour (1/32) Ann Devries  | I. Jankovska Melicharová    | -                          | -                     | 1er tour (1/32) Ann Devries | N. Tauziat J. Wiesner |

Sous le résultat, la partenaire ; à droite, l’ultime équipe adverse.

### En double mixte
| Année | Open d'Australie           | Open d'Australie     | Internationaux de France | Internationaux de France | Wimbledon | Wimbledon | US Open | US Open |
| 1989  | 1er tour (1/16) João Cunha | Beth Herr Tim Pawsat | -                        | -                        | -         | -         | -       | -       |

Sous le résultat, le partenaire ; à droite, l’ultime équipe adverse.

## Parcours en Coupe de la Fédération
| #                                                                             | Date       | Lieu       | Surface                           | Gagnante(s)                       | Perdante(s)                         | Score         |          |
|                                                                               |            |            |                                   |                                   |                                     |               |          |
| 1985 - 1er tour qualifications (groupe mondial) - Belgique - Uruguay - 3 : 0  |            |            |                                   |                                   |                                     |               |          |
| 1                                                                             | 06/10/1985 | Nagoya     | Dur (ext.)                        | Sandra Wasserman                  | Claudia Van der Weck                | 6-3, 6-0      | Parcours |
|                                                                               |            |            |                                   |                                   |                                     |               |          |
| 1985 - 1er tour (groupe mondial) - Belgique - Hongrie - 0 : 3                 |            |            |                                   |                                   |                                     |               |          |
| 2                                                                             | 08/10/1985 | Nagoya     | Dur (ext.)                        | Csilla Bartos                     | Sandra Wasserman                    | 6-3, 7-67     | Parcours |
|                                                                               |            |            |                                   |                                   |                                     |               |          |
| 1986 - 1er tour qualifications (groupe mondial) - Belgique - Finlande - 3 : 0 |            |            |                                   |                                   |                                     |               |          |
| 3                                                                             | 20/07/1986 | Prague     | Terre (ext.)                      | Sandra Wasserman                  | Petra Thoren                        | 6-2, 6-3      | Parcours |
|                                                                               |            |            |                                   |                                   |                                     |               |          |
| 1986 - 1er tour (groupe mondial) - Allemagne de l'Ouest - Belgique - 3 : 0    |            |            |                                   |                                   |                                     |               |          |
| 4                                                                             | 22/07/1986 | Prague     | Terre (ext.)                      | Claudia Kohde-Kilsch              | Sandra Wasserman                    | 4-6, 6-1, 6-1 | Parcours |
| 4                                                                             | 22/07/1986 | Prague     | Terre (ext.)                      | Steffi Graf Claudia Kohde-Kilsch  | Ann Devries Sandra Wasserman        | 6-1, 7-5      | Parcours |
|                                                                               |            |            |                                   |                                   |                                     |               |          |
| 1987 - 1er tour (groupe mondial) - Belgique - Italie - 1 : 2                  |            |            |                                   |                                   |                                     |               |          |
| 5                                                                             | 28/07/1987 | Vancouver  |                                   | Sandra Cecchini                   | Sandra Wasserman                    | 6-1, 6-0      | Parcours |
| 5                                                                             | 28/07/1987 | Vancouver  | Ann Devries Sandra Wasserman      | Laura Garrone Caterina Nozzoli    | 6-3, 6-1                            |               | Parcours |
|                                                                               |            |            |                                   |                                   |                                     |               |          |
| 1990 - 1er tour (groupe mondial) - Suède - Belgique - 1 : 2                   |            |            |                                   |                                   |                                     |               |          |
| 6                                                                             | 23/07/1990 | Atlanta    | Dur (ext.)                        | Sandra Wasserman                  | Maria Strandlund                    | 6-4, 6-4      | Parcours |
| 6                                                                             | 23/07/1990 | Atlanta    | Dur (ext.)                        | Sabine Appelmans Sandra Wasserman | Catarina Lindqvist Maria Strandlund | 6-2, 6-2      | Parcours |
|                                                                               |            |            |                                   |                                   |                                     |               |          |
| 1990 - 2e tour (groupe mondial) - États-Unis - Belgique - 3 : 0               |            |            |                                   |                                   |                                     |               |          |
| 7                                                                             | 23/07/1990 | Atlanta    | Dur (ext.)                        | Jennifer Capriati                 | Sandra Wasserman                    | 6-0, 7-611    | Parcours |
| 7                                                                             | 23/07/1990 | Atlanta    | Dur (ext.)                        | Gigi Fernández Zina Garrison      | Sabine Appelmans Sandra Wasserman   | 6-1, 6-3      | Parcours |
|                                                                               |            |            |                                   |                                   |                                     |               |          |
| 1991 - Barrage (groupe mondial I) - Belgique - Japon - 1 : 2                  |            |            |                                   |                                   |                                     |               |          |
| 8                                                                             | 25/07/1991 | Nottingham |                                   | Kimiko Date                       | Sandra Wasserman                    | 6-2, 6-2      | Parcours |
|                                                                               |            |            |                                   |                                   |                                     |               |          |
| 1991 - Barrage (groupe mondial I) - Belgique - Yougoslavie - 3 : 0            |            |            |                                   |                                   |                                     |               |          |
| 9                                                                             | 26/07/1991 | Nottingham |                                   | Sandra Wasserman                  | Ljudmila Pavlov                     | 6-2, 6-3      | Parcours |
| 9                                                                             | 26/07/1991 | Nottingham | Sabine Appelmans Sandra Wasserman | Nadin Ercegovic Ljudmila Pavlov   | 6-1, 6-0                            |               | Parcours |
|                                                                               |            |            |                                   |                                   |                                     |               |          |
| 1992 - 1er tour (groupe mondial) - Belgique - Espagne - 1 : 2                 |            |            |                                   |                                   |                                     |               |          |
| 10                                                                            | 14/07/1992 | Francfort  | Terre (ext.)                      | Dominique Monami Sandra Wasserman | Noelia Perez-Penate Arantxa Sánchez | 7-5, 6-4      | Parcours |
|                                                                               |            |            |                                   |                                   |                                     |               |          |
| 1992 - Barrage (groupe mondial I) - Afrique du Sud - Belgique - 2 : 1         |            |            |                                   |                                   |                                     |               |          |
| 11                                                                            | 16/07/1992 | Francfort  | Terre (ext.)                      | Mariaan de Swardt Elna Reinach    | Sabine Appelmans Sandra Wasserman   | 6-0, 6-4      | Parcours |

## Classements WTA en fin de saison

### En simple
| Année | 1986 | 1987 | 1988 | 1989 | 1990 | 1991 | 1992 | 1993 | 1994 |
| Rang  | 306  | 123  | 64   | 69   | 103  | 131  | 135  | 110  | 200  |

Source : (en) « Classements de Sandra Wasserman », sur le site officiel du WTA Tour

### En double
| Année | 1987 | 1988 | 1989 | 1990 | 1991 | 1992 |
| Rang  | 293  | 80   | 182  | 163  | 121  | 679  |

Source : (en) « Classements de Sandra Wasserman », sur le site officiel du WTA Tour